# مديرية مجز

تعديل مصدري - تعديل

مديرية مجز إحدى مديريات محافظة صعدة في اليمن. بلغ عدد سكانها 68598 نسمة عام 2004. تقع في أقصى شمال صعدة.

موقع مديرية مجز في محافظة صعدة